# Greetings from Jerusalem Avenue
Greetings from Jerusalem Avenue (en polonès: Pozdrowienia z Alej Jerozolimskich) és una obra d'art en forma de palmera datilera artificial de mida real instal·lada a la rotonda de Charles de Gaulle (on es creuen l'Aleje Jerozolimskie amb el carrer Nowy Świat) de Varsòvia. Va ser dissenyat per l'artista polonesa Joanna Rajkowska i es va erigir el 12 de desembre de 2002.
Segons Rajkowska, l'obra pretenia cridar l'atenció sobre "l'absència de la comunitat jueva a Polònia" destacant i desafiant "la invisibilitat del nom del carrer". El projecte pretenia, per tant, un experiment social, antimonument que metafòricament porta els “jueus desapareguts de nou al paisatge de la Polònia contemporània”.
L'obra s'ha convertit en un dels projectes d'art més emblemàtics realitzats a l'espai públic de Polònia des del 1989 i el seu significat ha anat evolucionant i estenent-se. Des dels seus inicis, la ubicació de la palmera s'ha convertit en un lloc destacat de concentració per a la reivindicacions polítiques i socials.

## Localització
La ubicació de Greetings from Jerusalem Avenue té una importància topogràfica, històrica, política i social. Es troba a la rotonda de De Gaulle, a la intersecció de l'avinguda de Jerusalem amb el carrer Nowy Świat. Aquest primer és un dels carrers principals de Varsòvia, amb l'estació central de trens i l'edifici estalinista del Palau de la Cultura i la Ciència. Nowy Świat, per la seva banda, acull diversos llocs emblemàtics de la ciutat i edificis governamentals, com ara el palau presidencial, l'oficina del primer ministre i l'edifici del Parlament polonès. La pròpia rotonda de De Gaulle és una intersecció important, ubicada per l'antic Comitè Central del Partit dels Treballadors Units de Polònia, que es va convertir en la Borsa de Varsòvia després de la caiguda del comunisme el 1989. Durant la Segona Guerra Mundial, en aquest lloc hi va haver nombroses redaccions a l'ocupació alemanya i l'assassinat de civils polonesos, així com el transports de presoners cap al centre de detenció de la Gestapo a l'avinguda Szucha. Tots dos carrers van ser gairebé completament destruïts durant la insurrecció de Varsòvia el 1944.

## Construcció
La palmera és una rèplica a mida real d'un híbrid de palmera de dàtils i palmera de coco, muntada sobre una base circular lleugerament elevada coberta de males herbes. És una instal·lació artística mixta, feta de metall, PVC, fibra de vidre, resina de poliuretà i escorça natural de palmera. L'estructura de 12 metres d'alçada no està fixada permanentment al terra, sinó que està muntada sobre una base metàl·lica octogonal, anomenada graella, pesada per prefabricats de formigó, coberta de terra i males herbes. El tronc està sostingut per un tub d'acer i cobert amb escorça natural de palmera datilera. Cadascuna de les fulles està feta de fibra de vidre i resina muntada sobre un nucli d'acer, i subjecta al tronc amb cargols metàl·lics. Durant la seva existència, la instal·lació ha passat per diverses restauracions tècniques per estabilitzar-ne l'estructura, i garantir-ne la durabilitat. La combinació actual de materials artificials i naturals donen a la rèplica un aspecte natural i la fan resistent a les condicions meteorològiques. L'arbre en si va ser fet per l'empresa nord-americana Soul-utions.Com.

### Instal·lació i manteniment
La construcció de l'obra d'art va començar com un projecte partidista i va ser organitzada per un petit equip de persones: Michał Rudnicki (arquitecte), Katarzyna Łyszkowicz (representant de la fundació Anda Rottenberg - l'Institut de Promoció de l'Art) i la mateixa artista, amb suport financer d'empreses alemanyes, institucions i particulars noruecs, estatunidencs i polonesos. El tronc va ser fabricat a la localitat d'Escondido, prop de San Diego, a la frontera entre Mèxic i els Estats Units, per una empresa amb seu a Las Vegas i transportat a Varsòvia via Los Angeles, Houston i Gdynia.[14] Quan l'obra s'nstal·là al seu lloc el desembre de 2002, la companyia de tramvies de Varsòvia va haver de suspendre el trànsit durant dues hores.
Inicialment, Greeting from Jerusalem Avenue va ser gestionada pel Centre d'Art Contemporani de Varsòvia. Tanmateix, com que cap institució artística volia assumir la responsabilitat total del projecte, l'any 2003 la instal·lació no tenia una situació legal formalitzada i havia generat deute per l'ocupació no autoritzada de l'espai públic. Per preservar la seva existència, es va formar el Komitet Obrony Palmy (Comitè de Defensa de la Palmera), que inclou grans figures de l'art polonès. El Comitè va iniciar el procés per canviar l'estatus legal de l'obra d'un "objecte no viari" a "una petita peça d'arquitectura" i, finalment, a "una instal·lació artística". No obstant això, des del desembre de 2003 fins a finals de 2005, el projecte va romandre en un llimb legal, pel que el novembre de 2004 es van retirar les fulles en protesta per aquesta situació.
L'any 2012, l'obra va passar a formar part de la col·lecció del Museu d'Art Modern de Varsòvia (MSN). El desembre de 2020, amb motiu del divuitè aniversari de la instal·lació, L'MSN va obrir una Palmiarnia (casa de la palmera), una mini-exposició temporal d'objectes significatius per a la història del projecte, ubicada al carrer Nowy Świat, 18/20 a les proximitats immediates de la Rotonda de De Gaulle.

## Oposició
L'obra ha estat criticada per nombroses persones i cercles de la dreta política polonesa. L'any 2002, Lech Kaczyński, aleshores alcalde de Varsòvia i futur president de Polònia, va afirmar: “Habitualment, aquest era el lloc on durant el Nadal es col·locava l'arbre de Nadal. Aquesta és la nostra tradició que hem de conrear. [Quan caduqui el permís], no es toleraran idees d'aquest tipus.” Des d'aleshores, la ubicació de l'arbre de Nadal s'ha traslladat a la plaça del Castell al nucli antic de Varsòvia. El juny de 2022, el dia anterior a la Desfilada de la Igualtat, nacionalistes polonesos es van aturar davant la palmera durant una marxa organitzada en nom de Roman Dmowski, cofundador i ideòleg principal del moviment per la Democràcia Nacional a Polònia. Entre els organitzadors de la marxa hi havia Piotr Rybak i l'actor Wojciech Olszański, tots dos coneguts per les seves opinions nacionalistes i antisemites. Durant la marxa, Olszański, muntat a cavall i vestit amb un uniforme militar d'època, va pronunciar un discurs durant el qual va descriure la instal·lació de Rajkowska com un signe de la "vergonya nacional" polonesa i un "símbol de la dominació [estrangera]". Va exigir que la palmera fos retirada i substituïda per "un gran roure eslau".

## Galeria

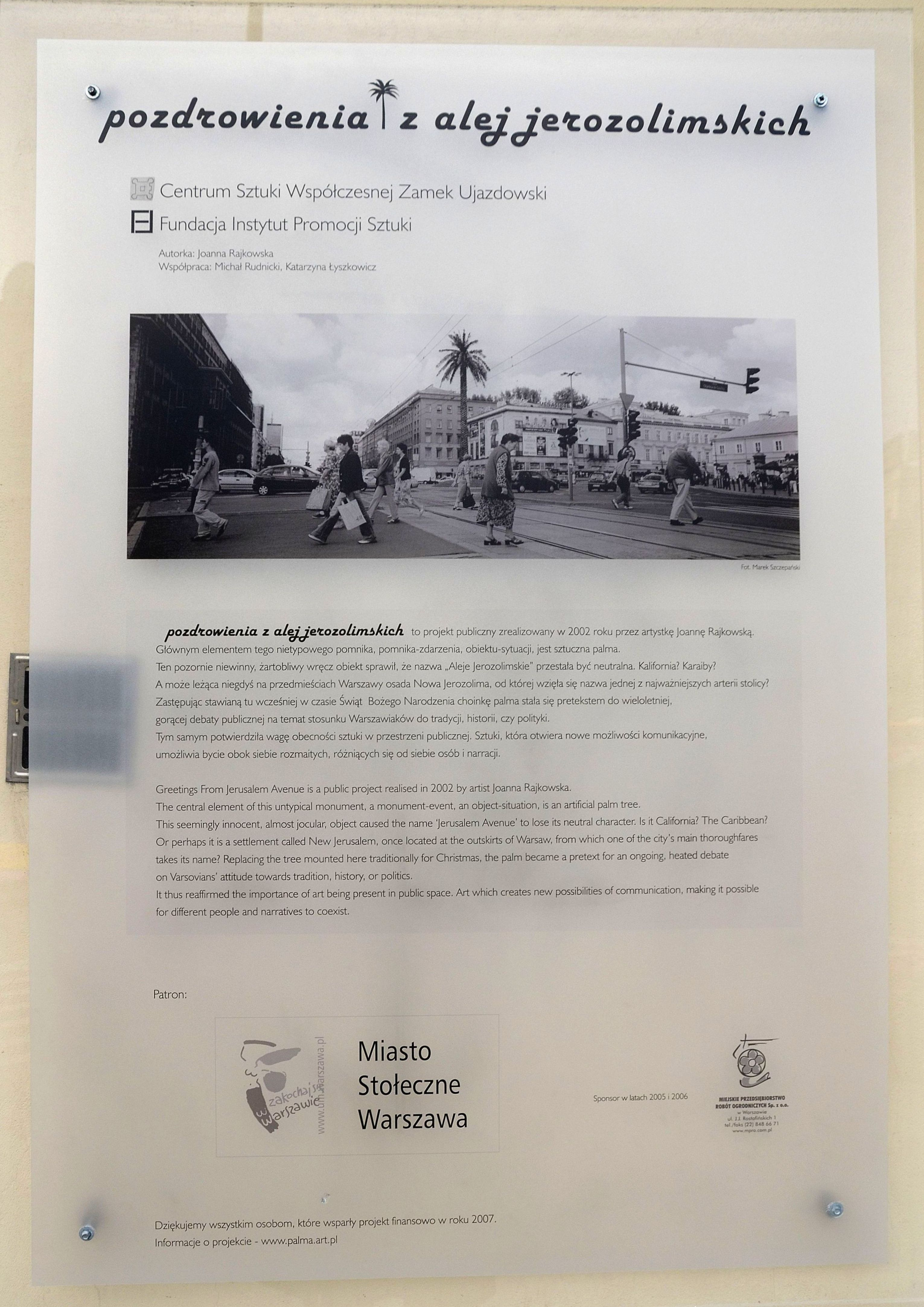
Tauler informatiu del projecte col·locat a la paret lateral de l'annex del Palau Branickich.
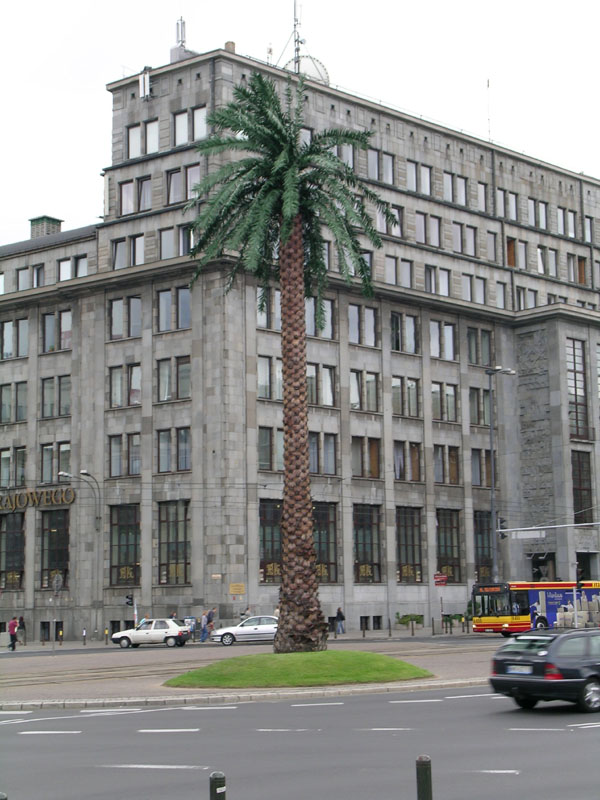
Imatge de la palmera el 2005.
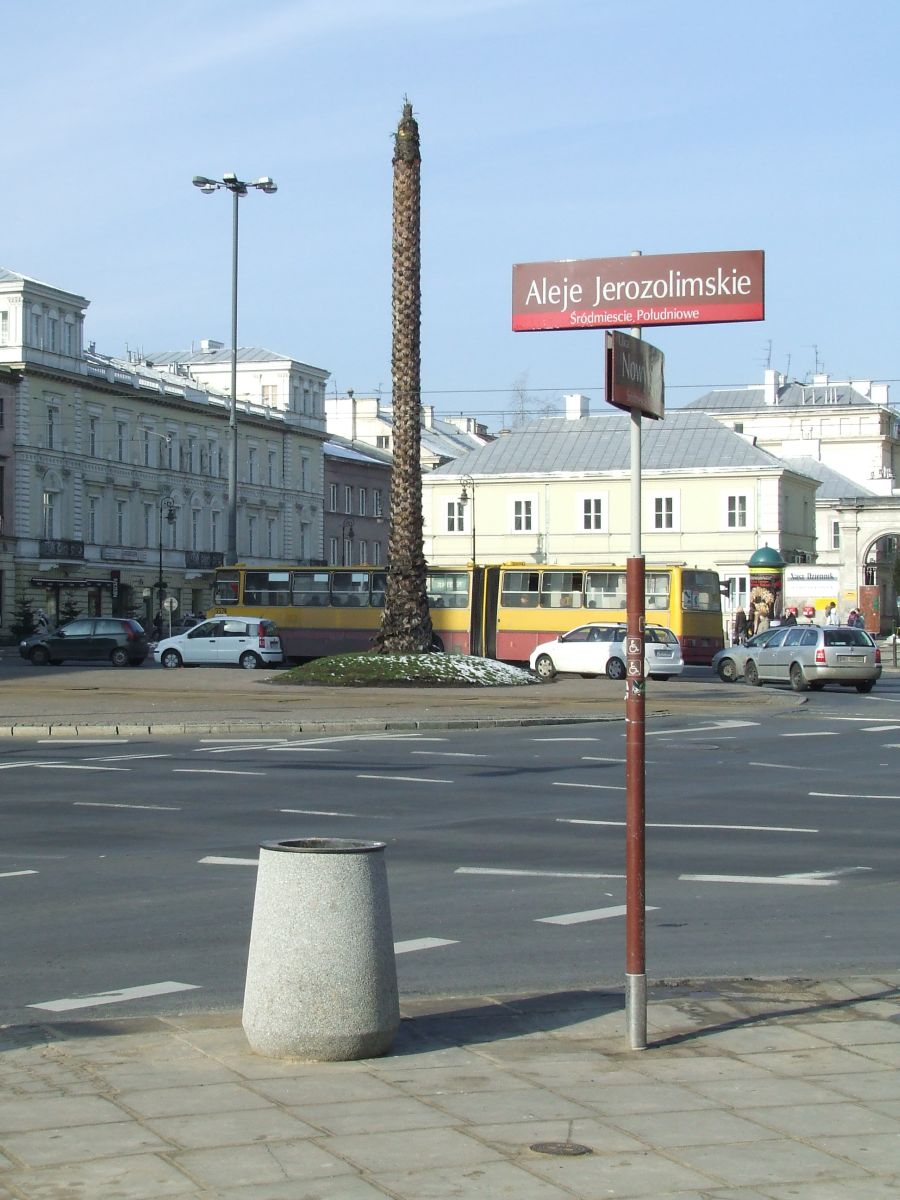
Imatge de la palmera el 2007.
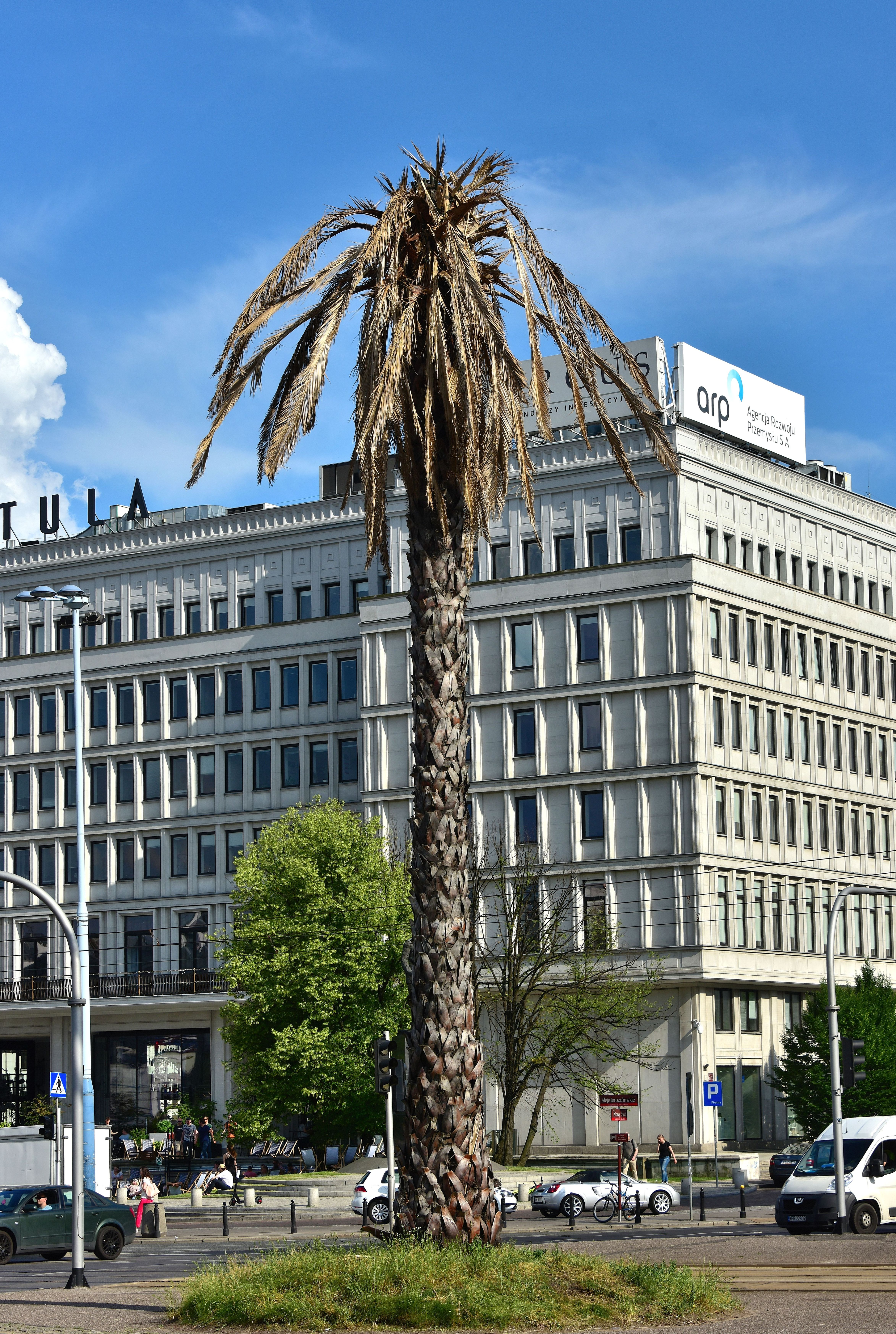
La palmera "alterada" el 2019 en protesta contra el canvi climàtic.
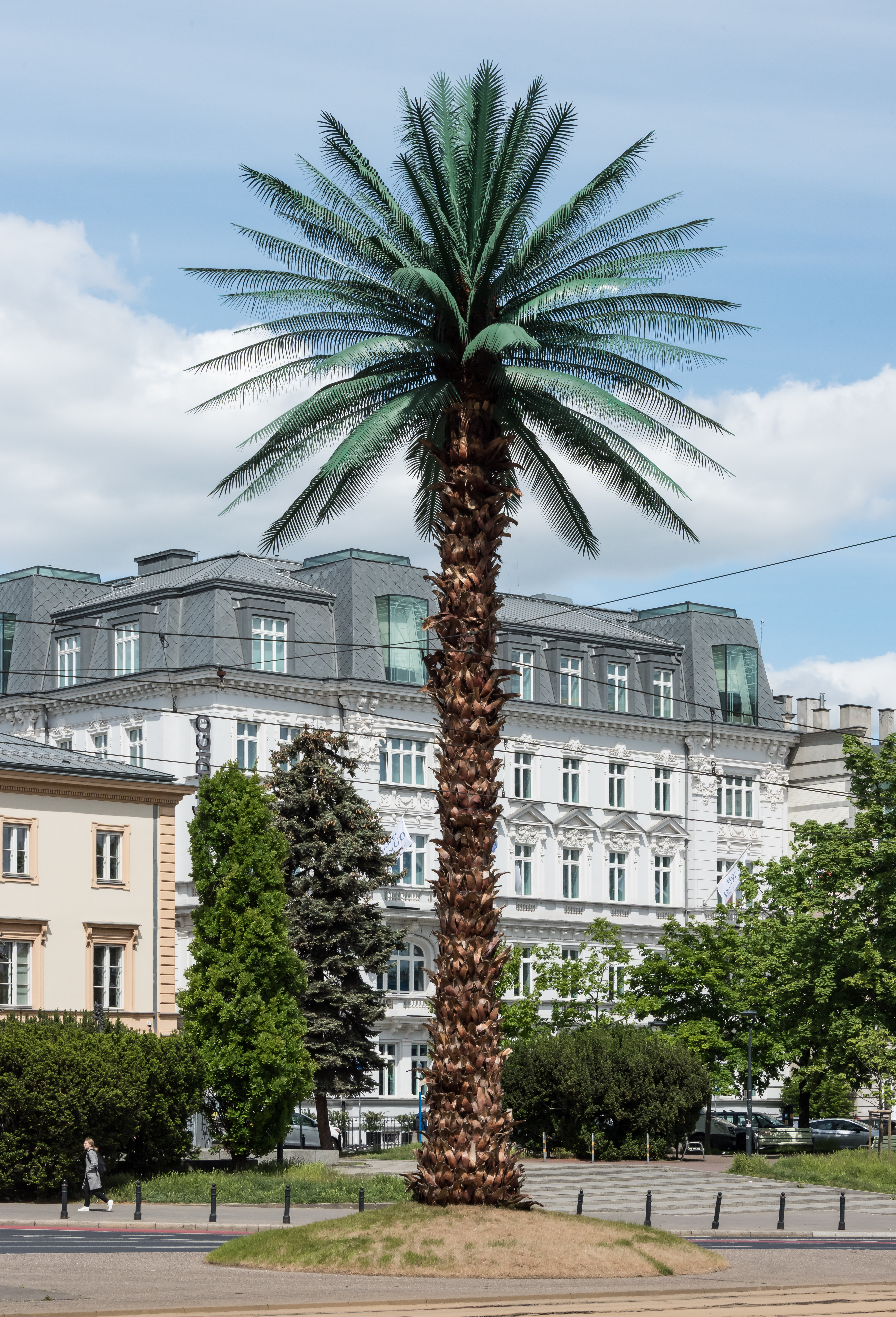
La palmera el 2025.